# Heuliez GX 417
De Heuliez GX 417 is een gelede bustype van de Franse busfabrikant Heuliez Bus, in samenwerking met de Zweedse busfabrikant Volvo en is de gelede versie van de Heuliez GX 217 en Heuliez GX 317. De GX 417 is de opvolger van de GX 187, is beschikbaar als drie-deursversie en vier-deursversie en is in 2007 opgevolgd door de GX 427.
Samen met de Heuliez GX 117, Heuliez GX 217 en de Heuliez GX 317 vormt de Heuliez GX 417 een reeks genaamd Acces BUS van de eerste generatie.

## Types en eigenschappen
Er zijn twee type aandrijvingen beschikbaar:
- Diesel
- Cng

De cng-bussen zijn te herkennen aan hun "spoiler" voor op de bus.
|                        |                      |                      |
|                        | GX 417               | GX 417 CNG           |
| Bouwjaren              | 1995-2007            | 1999-2007            |
| Carrosserie            | Heuliez              | Heuliez              |
| Chassis                | Volvo B 10 LA        | Volvo B 10 LA        |
| Motor                  | Volvo DH 10 A        | Volvo GH 10 B        |
| Versnellingsbak        | Automaat ZF of Voith | Automaat ZF of Voith |
| Totale lengte          | 17 950 mm            | 17 950 mm            |
| Totale breedte         | 2 500 mm             | 2 500 mm             |
| Hoogte (excl. dakunit) | 2 900 mm             | 3 300 mm             |
| Aantal zitplaatsen     | ca. 59               | ca. 59               |
| Aantal staanplaatsen   | ca. 96               | ca. 96               |
| Capaciteit             | ca. 155 personen     | ca. 155 personen     |

## Inzet
In Nederland komt deze bus niet voor, maar wel in onder andere Frankrijk.
| Bedrijf          | Aantal    | Series    | Bouwjaar             | Inzet            | Opmerking                                                                   | Afbeelding |
| Frankrijk        | Frankrijk | Frankrijk | Frankrijk            | Frankrijk        | Frankrijk                                                                   | Frankrijk  |
| ---------------- | --------- | --------- | -------------------- | ---------------- | --------------------------------------------------------------------------- | ---------- |
| Ametis           | 14        | 235-248   |                      | Amiens           |                                                                             |            |
| CTRL             | 3         | 320-322   | 1996, 1997           | Lorient          | 320-321 zijn ex-demobussen                                                  |            |
| Fil bleu         | 14        | 460-473   |                      | Tours            |                                                                             |            |
| Ginko            | 2         | 532-534   | Stadsdienst Besançon |                  |                                                                             |            |
| Qub              | 1         | 205       | 1998                 | Quimper          | Ex-demobus                                                                  |            |
| Qub              | 1         | 206       | 1999                 | Quimper          |                                                                             |            |
| Réseau Mistral   | 3         | 242-244   | 1996                 | Toulon           |                                                                             |            |
| STAN             | 6         | 359-364   |                      | Nancy            |                                                                             |            |
| STAN             | 34        | 501-534   |                      | Nancy            | Deze bussen hebben een CNG-aandrijving                                      |            |
| T2C              | 13        | 61-73     |                      | Clermont-Ferrand |                                                                             |            |
| TAN              | 18        | 201-218   | 1996                 | Nantes           |                                                                             |            |
| Twisto           | 20        | 301-320   | 1996-1999            | Caen             |                                                                             |            |
| Veolia Transport | 8         | 420-427   | 1997-1998            | La Rochelle      | 1 bus is vernietigd door een brand 2 bussen zijn omgeboud tot "fietsbussen" |            |

## Verwante bustypes
- Heuliez GX 117; Midibusversie
- Heuliez GX 217; Standaard stadsbusversie
- Heuliez GX 317; Standaard streekbusversie